# Vladimir Pilguy
Vladimir Mikhaïlovitch Pilguy (ukrainien : Володимир Михайлович Пільгуй et russe : Владимир Михайлович Пильгуй) (né le 26 janvier 1948 à Dnipropetrovsk à l'époque en Union soviétique, aujourd'hui en Ukraine) est un joueur de football international soviétique (ukrainien), qui évoluait au poste de gardien de but.

## Biographie

### Carrière de joueur

#### Carrière en club
Avec le club du Dynamo Moscou, il remporte un titre de champion d'URSS et atteint la finale de la Coupe d'Europe des vainqueurs de coupe en 1972.

#### Carrière en sélection
Avec l'équipe d'URSS, il joue 12 matchs (pour aucun but inscrit) entre 1972 et 1977. 
Il joue son premier match en équipe nationale le 7 juin 1972 en amical contre la Bulgarie et son dernier le 7 septembre 1977 lors d'un match amical contre la Pologne.
Il figure dans le groupe des sélectionnés lors du championnat d'Europe des nations de 1972, où son équipe atteint la finale, en étant battue par l'Allemagne. Il joue également deux matchs comptant pour les tours préliminaires de la coupe du monde 1974.
Il participe pour finir aux Jeux olympiques de 1972 et de 1980. Il joue deux matchs lors du tournoi olympique de 1972 et un match lors du tournoi olympique de 1980, obtenant à chaque fois la médaille de bronze.

## Statistiques
| Saison                | Club                   | Championnat           | Championnat | Championnat | Coupe(s) nationale(s) | Coupe(s) nationale(s) | Compétition(s) continentale(s) | Compétition(s) continentale(s) | Compétition(s) continentale(s) | Total | Total |
| Saison                | Club                   | Division              | M.          | B.          | M.                    | B.                    | Comp.                          | M.                             | B.                             | M.    | B.    |
| 1967                  | Dniepr Dniepropetrovsk | D2                    | 1           | 0           | -                     | -                     | -                              | -                              | -                              | 1     | 0     |
| 1968                  | Dniepr Dniepropetrovsk | D2                    | 29          | 0           | 1                     | 0                     | -                              | -                              | -                              | 30    | 0     |
| 1969                  | Dniepr Dniepropetrovsk | D2                    | 41          | 0           | 2                     | 0                     | -                              | -                              | -                              | 43    | 0     |
| Sous-total            | Sous-total             | Sous-total            | 71          | 0           | 3                     | 0                     | -                              | -                              | -                              | 74    | 0     |
| 1970                  | Dynamo Moscou          | D1                    | 23          | 0           | 4                     | 0                     | -                              | -                              | -                              | 27    | 0     |
| 1971                  | Dynamo Moscou          | D1                    | 26          | 0           | 4                     | 0                     | C2                             | 3                              | 0                              | 33    | 0     |
| 1972                  | Dynamo Moscou          | D1                    | 27          | 0           | 4                     | 0                     | C2                             | 5                              | 0                              | 36    | 0     |
| 1973                  | Dynamo Moscou          | D1                    | 30          | 0           | 8                     | 0                     | -                              | -                              | -                              | 38    | 0     |
| 1974                  | Dynamo Moscou          | D1                    | 29          | 0           | 6                     | 0                     | C3                             | 4                              | 0                              | 39    | 0     |
| 1975                  | Dynamo Moscou          | D1                    | 4           | 0           | 1                     | 0                     | -                              | -                              | -                              | 5     | 0     |
| 1976                  | Dynamo Moscou          | D1                    | 1           | 0           | -                     | -                     | -                              | -                              | -                              | 1     | 0     |
| 1977                  | Dynamo Moscou          | D1                    | 24          | 0           | 5                     | 0                     | -                              | -                              | -                              | 29    | 0     |
| 1978                  | Dynamo Moscou          | D1                    | 14          | 0           | 5                     | 0                     | C2                             | 1                              | 0                              | 20    | 0     |
| 1979                  | Dynamo Moscou          | D1                    | 11          | 0           | 3                     | 0                     | -                              | -                              | -                              | 14    | 0     |
| 1980                  | Dynamo Moscou          | D1                    | 21          | 0           | 1                     | 0                     | C2+C3                          | 1+2                            | 0                              | 25    | 0     |
| 1981                  | Dynamo Moscou          | D1                    | 13          | 0           | 7                     | 0                     | -                              | -                              | -                              | 20    | 0     |
| Sous-total            | Sous-total             | Sous-total            | 223         | 0           | 48                    | 0                     | -                              | 16                             | 0                              | 287   | 0     |
| 1982                  | Kouban Krasnodar       | D1                    | 28          | 0           | 4                     | 0                     | -                              | -                              | -                              | 32    | 0     |
| 1983                  | Kouban Krasnodar       | D2                    | 27          | 0           | 2                     | 0                     | -                              | -                              | -                              | 29    | 0     |
| Sous-total            | Sous-total             | Sous-total            | 55          | 0           | 6                     | 0                     | -                              | -                              | -                              | 61    | 0     |
| Total sur la carrière | Total sur la carrière  | Total sur la carrière | 349         | 0           | 57                    | 0                     | -                              | 16                             | 0                              | 422   | 0     |

## Palmarès
| Dynamo Moscou \| - Championnat d'URSS : - Vice-champion : 1970. - Coupe d'URSS (2) : - Vainqueur : 1970 et 1977. - Finaliste : 1979. \| \| - Supercoupe d'URSS (1) : - Vainqueur : 1977. - Coupe d'Europe des vainqueurs de coupe : - Finaliste : 1971-72. \| |  | Union soviétique - Championnat d'Europe : - Finaliste : 1972. - Jeux olympiques : - Bronze : 1972 et 1980.      |
| - Championnat d'URSS : - Vice-champion : 1970. - Coupe d'URSS (2) : - Vainqueur : 1970 et 1977. - Finaliste : 1979. |  | - Supercoupe d'URSS (1) : - Vainqueur : 1977. - Coupe d'Europe des vainqueurs de coupe : - Finaliste : 1971-72. |